# Walter Veltroni

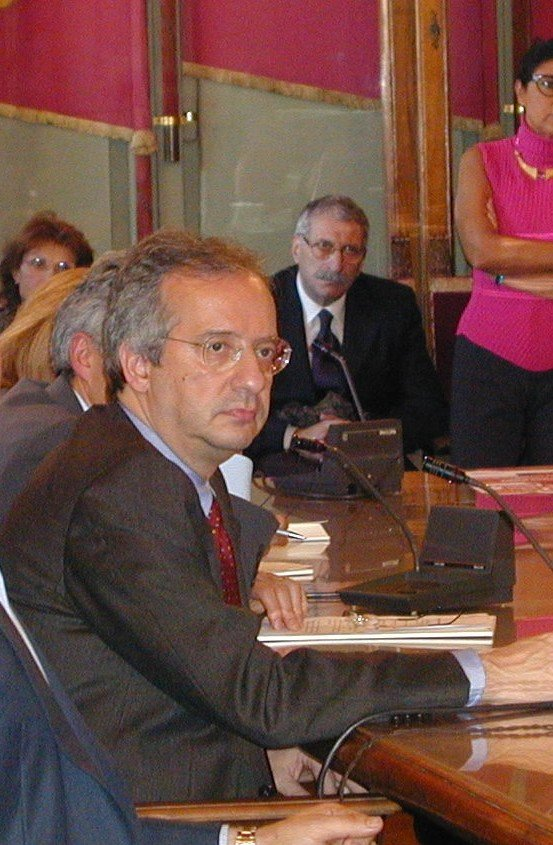
Walter Veltroni

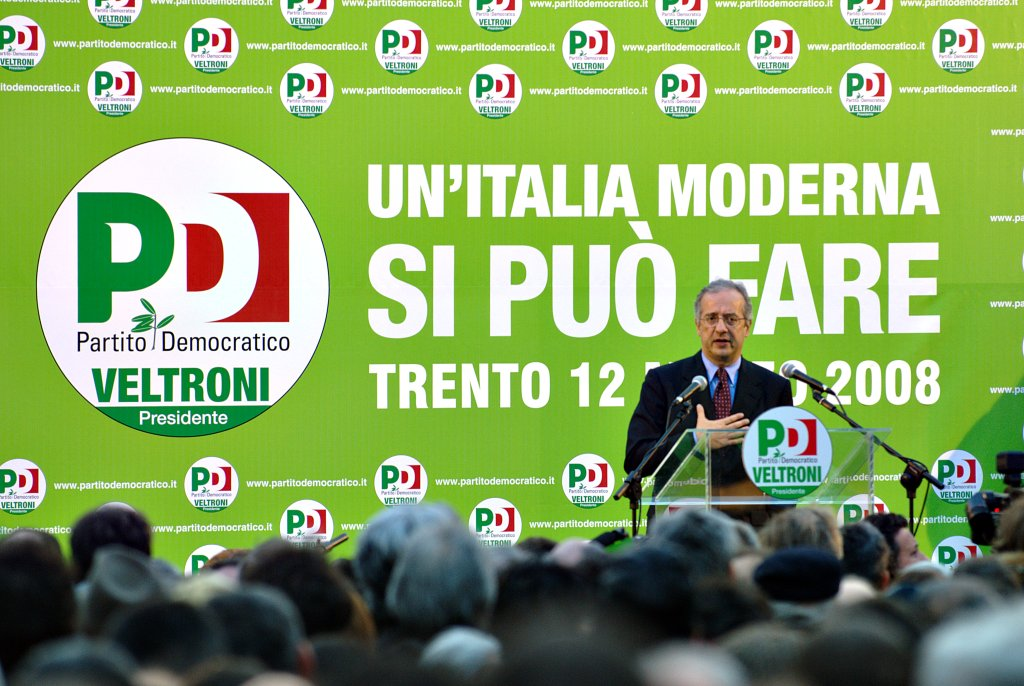
Veltroni em Trento. Março, 2008

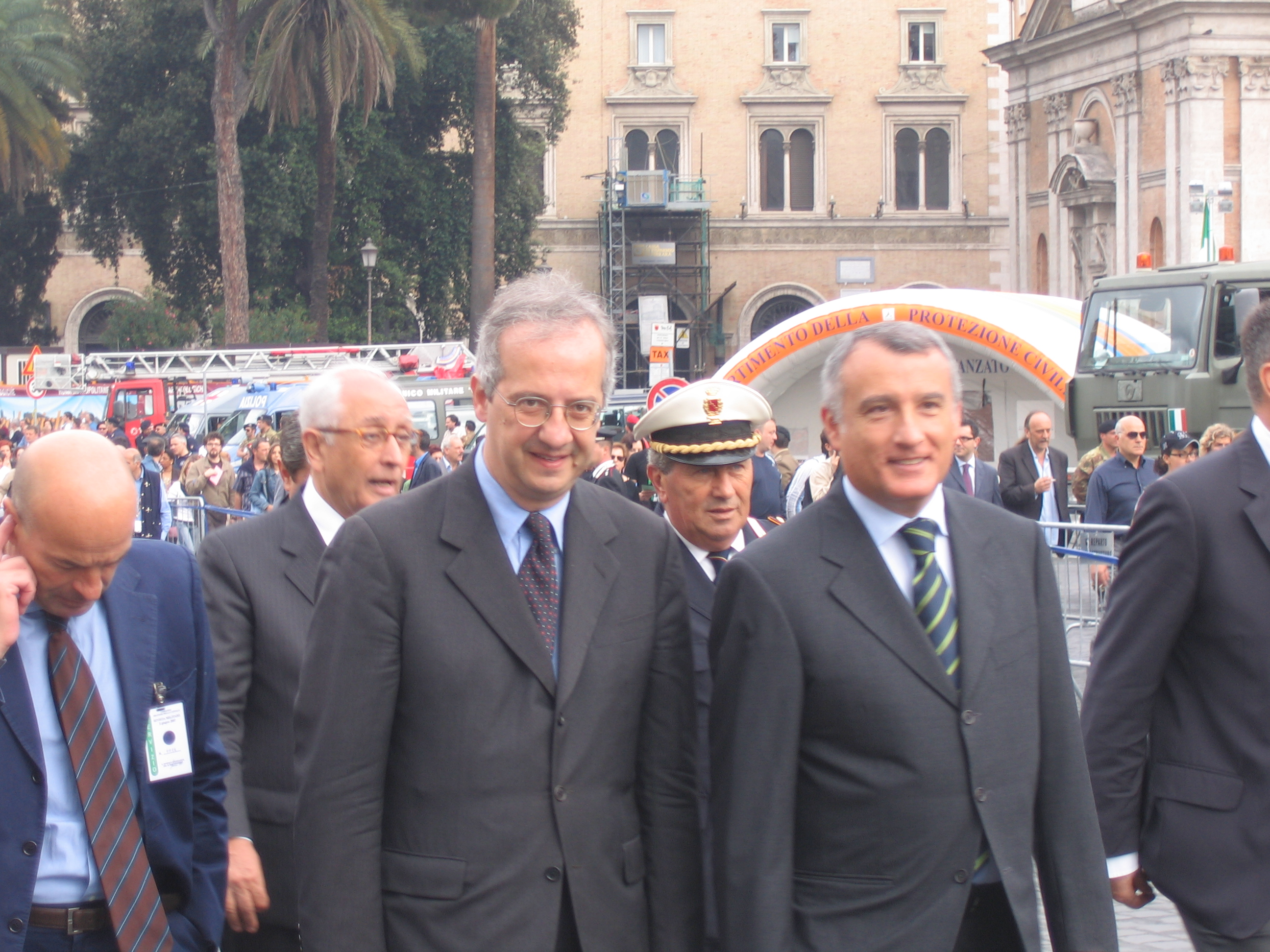
Walter Veltroni, no centro, com Piero Marrazzo

Walter Veltroni (Roma, 3 de julho de 1955) é um político e jornalista italiano. Foi por duas vezes eleito prefeito (sindaco) de Roma - a primeira vez, em 2001, e a segunda, em 2006, com 61,8% dos votos. Renunciou em 13 de fevereiro de 2008, para concorrer às eleições gerais italianas, em abril do mesmo ano.
É também secretário nacional do novo partido de centro-esquerda italiano, o Partido Democrático, e líder da coalizão PD-Itália dos Valores (Italia dei Valori), formada para disputar as eleições de 2008.
Veltroni é considerado como um dos mais populares políticos de centro-esquerda do seu país.

## Obras
Veltroni escreveu livros sobre temas variados. Esta é a lista completa:
- 1977 - Il PCI e la questione giovanile
- 1978 - A dieci anni dal '68. Intervista con Achille Occhetto
- 1981 - Il sogno degli anni sessanta
- 1982 - Il calcio è una scienza da amare
- 1990 - Io e Berlusconi (e la RAI)
- 1992 - I programmi che hanno cambiato l'Italia
- 1992 - Il sogno spezzato. Le idee di Robert Kennedy
- 1992 - La sfida interrotta. Le idee di Enrico Berlinguer
- 1994 - Certi piccoli amori. Dizionario sentimentale dei film
- 1995 - La bella politica (libro intervista)
- 1997 - Certi piccoli amori 2
- 1997 - Governare da sinistra
- 2000 - I care
- 2000 - Forse Dio è malato. Diario di un viaggio africano
- 2003 - Il disco del mondo. Vita breve di Luca Flores, musicista
- 2004 - Senza Patricio
- 2006 - La scoperta dell'alba (romance)
- 2007 - Aspetta te stesso - Corriere della Sera - (contos)
- 2007 - Che cos'è la política? (livro+DVD)
- 2007 - La nuova stagione. Contro tutti i conservatorismi